# Rafael Martínez-Illescas
Rafael Martínez-Illescas (Cartagena, España, 6 de febrero de 1854-Coamo, 9 de agosto de 1898) fue un militar español con el grado de comandante de infantería con guarnición en Ponce.

## Biografía
Rafael Martínez-Illescas había nacido en Cartagena en el año de 1854, era hijo de un brigadier de la Armada. Muy joven ingresó como cadete en el Regimiento de Infantería de la Reina. Con 19 años alcanzó el grado de alférez de infantería y fue destinado al Batallón de Béjar de guarnición en Barcelona. Ascendió a teniente de infantería por méritos de guerra durante la campaña de Cataluña en la tercera guerra carlista. Siendo capitán, fue destinado en 1886 a la isla de Puerto Rico al Batallón de Infantería Valladolid. En 1892 regresa a la península por enfermedad y por haber cumplido su tiempo de servicio en Ultramar. A principios de 1898, siendo ya comandante de infantería, solicita su regreso a Puerto Rico, donde es destinado al Batallón de Cazadores «la Patria» n°25 con guarnición en Ponce, con el que encontró la muerte en la batalla de Coamo.
Enterrado en el cementerio de Ponce en 1898, en 1915 fue trasladado su cuerpo a Cartagena donde reposa en la parcela militar del cementerio de esta ciudad.

## Distinciones
Si bien no se le conocen distinciones oficiales póstumas, fue considerado por el ejército español «héroe de guerra». Es considerado una de las víctimas de la guerra hispano-estadounidense y uno de los más grandes ejemplos de heroicidad del ejército español en las Antillas, ya que, aún sabiendo que Cuba y Filipinas estaban perdidas, no dudó en enfrentar en Puerto Rico a un enemigo muy superior y mejor equipado como era el ejército americano. Su valor y honor en luchar hasta la muerte fue admirado tanto por españoles como por sus adversarios norteamericanos, convirtiéndose en 1915 el traslado de sus restos en Ponce para embarcarlos hacia España en una de las mayores manifestaciones patrióticas de la historia moderna de Puerto Rico.
Recientemente se ha propuesto que le sea concedida la Gran Cruz Laureada de San Fernando a título póstumo por la heroicidad mostrada en el campo de batalla.